# Jim Sauter

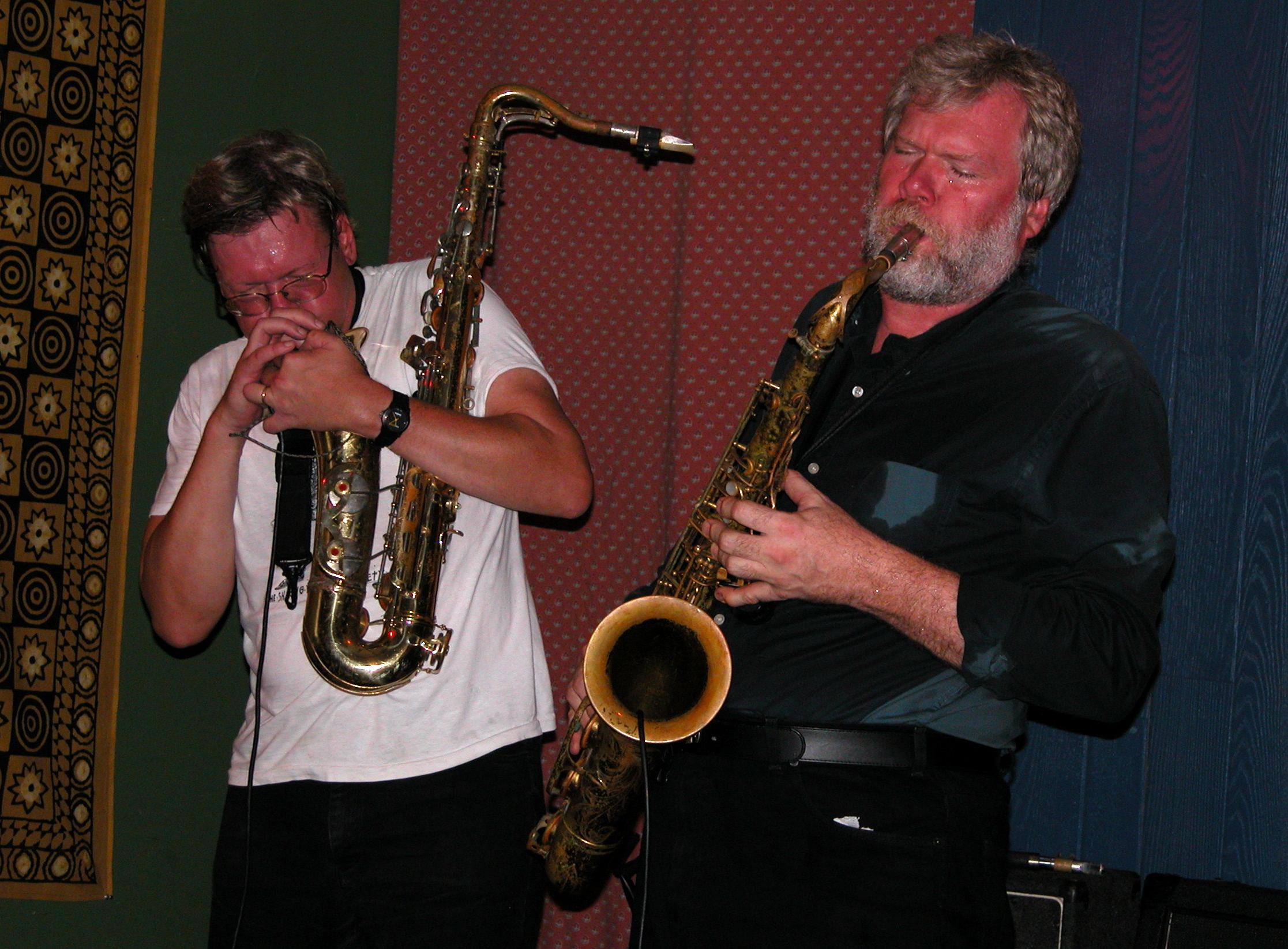
Don Dietrich und Jim Sauter (rechts) bei einem Auftritt 2004

James „Jim“ Sauter (* 23. Juli 1953 in Nyack, New Jersey) ist ein US-amerikanischer Jazz- und Improvisationsmusiker (Saxophone, Elektronik).
Sauter wuchs in den Suburbs von New York City auf; ersten Saxophonunterricht hatte er in der Public School, wo er Don Dietrich kennenlernte, mit dem er seitdem befreundet ist. Sauter arbeitete in der amerikanischen Noise-Szene, zunächst mit dem 1979 bestehenden, in den USA einflussreichen Trio Borbetomagus, dem außerdem Don Dietrich und Gitarrist Donald Miller  angehören, und das bis heute zahlreiche Tonträger veröffentlichte. In den 1990er-Jahren holte ihn zudem Rudolph Grey in seine Formation Blue Humans (mit Alan Licht, Arthur Doyle, Beaver Harris), mit der vier Alben entstanden. Sauter spielte ferner in den Underground- und Rockbands God Is My Co-Pilot und Scarcity of Tanks. Zudem legte er auch mehrere Duo- und Trioalben mit Don Dietrich, Thurston Moore und dem Schlagzeuger Kid Millions vor. Im Bereich des Jazz listet ihn Tom Lord zwischen 1979 und 2006 bei 42 Aufnahmesessions. Sauter verwendet bei seinem Saxophonspiel Verstärker und Effektgeräte. Im Hauptberuf ist Sauter als Museums- und Ausstellungsgestalter in der Franklin D. Roosevelt Presidential Library and Museum in New York tätig.

## Diskographische Hinweise
- Jimmy Sauter, Donny Dietrich: Bells Together (Agaric, 1985)
- Jim Sauter & Don Dietrich & Thurston Moore: Barefoot in the Head (Forced Exposure, 1990)
- Jim Sauter & Kid Millions: Boanerges (Doubtmusic, 2013)
- Kid Millions & Jim Sauter: Fountain (Family Vineyard, 2014)
- Jim Sauter & Kid Millions: Bloom (Astral Spirits, 2015)